# Adventsljusstake

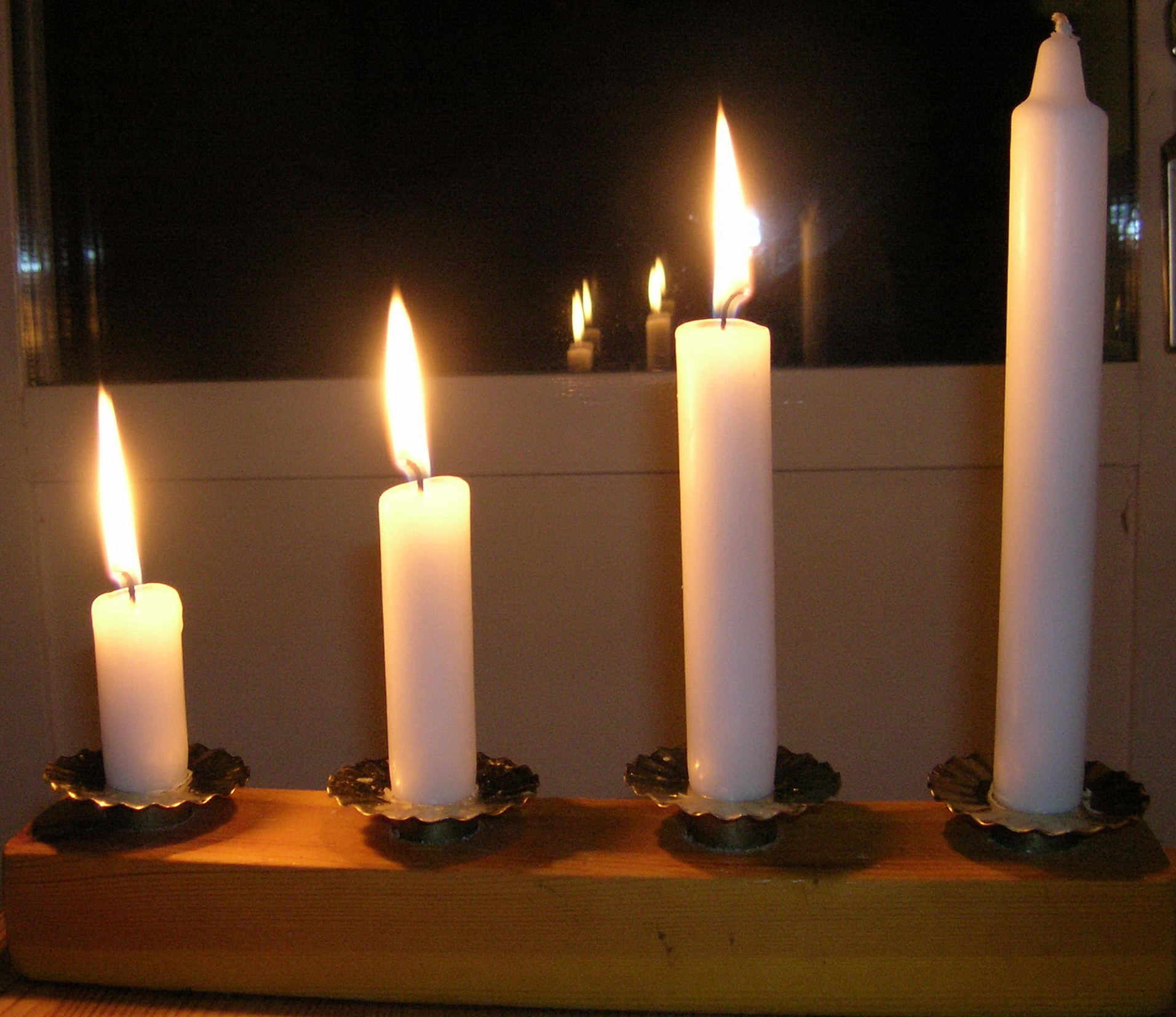
Adventsljusstake med fyra vita ljus, vilket är vanligt i hushåll och på arbetsplatser i Sverige.

En adventsljusstake, ibland avkortat: adventsstake, är en ljusstake med fyra levande ljus som används i adventstid. Första advent tänds ett av ljusen längst ut på staken. Andra advent tänds både det första ljuset samt det som finns bredvid det tidigare och så vidare fram till fjärde advent då alla ljusen är tända. Genom att låta ljusen brinna ungefär lika länge varje advent har det vid fjärde advent bildats en "trappa" av ljusen.

## Adventsljusstake med levande ljus
Traditionen som förekommer i bland annat hemmen i Sverige är ursprungligen från just Sverige, men inspiration hämtades från Tysklands adventsgranar.
På Ersta diakoni infördes på 1870-talet, med förebild från Kaiserwerths diakonianstalt i Tyskland, en adventsgran. Granen hade 28 ljus, av vilka sju ljus, ett för varje dag i veckan tändes varje adventssöndag. Seden fick stor spridning i landet, och från denna tradition utvecklades en sed, dels med en ljusstake med sju ljus, ett för varje dag i veckan, och en med fyra ljus, ett för varje söndag i advent. Denna blev vanlig i Sverige under 1920- och 1930-talen. I Sverige är många adventsljusstakar tillverkade av lackerad stålplåt och kan pyntas med fönsterlav eller närbesläktade renlavar (ofta felaktigt kallade mossa eller vitmossa som är en annan växt) och eventuellt småpynt, till exempel tomtar, kottar, bär och svampar. Många advents-, lucia- och julsånger i Sverige beskriver hur ljusen tänds i adventstider. Ljusen är i Sverige vanligen vita, men även röda förekommer. Adventstidens liturgiska färg är lila eller blå, och det är en vanlig färg på flera av adventsljusen bland troende, ofta i kombination med ett vitt, rött eller rosa ljus för jul.
Adventsstakarna blev också introducerade i Finland, och de hörde till hemmets julprydnader speciellt på 1950- och 1960- talen, dock huvudsakligen i de svenskspråkiga delarna av landet. Adventsstakarna var vanligtvis hemgjorda och ofta tillverkade i skolslöjden. Adventsstaken med fyra ljus, ny eller gammal, är en prydnad i många finländska hem, oberoende av språktillhörighet. Adventsstaken har troligen fortfarande större utbredning bland svenskspråkiga än bland finskspråkiga, och speciellt populära är de på Åland.
I västerländska kulturer har adventsljusstaken ofta formen av en krans som vanligen kallas adventskrans. Det finns även adventskransar med fler ljus än fyra, som används inom vissa religioner.
Ljusen brukar tändas på söndagen när advent infaller, men helgens vilodag i den kristna traditionen inleds redan vid lördagens helgmålsringning klockan 18. I till exempel förskolor, skolor och på andra arbetsplatser tänds adventsljusstaken ofta redan på fredagen eftersom det brukar vara stängt eller reducerad aktivitet på söndagarna.
Adventskransarna förekommer i delar av norra halvklotet, där december är årets mörkaste månad, även symboliskt för "ett ljus i mörkret". I många länder är adventsljus förknippat med tro och kyrkan snarare än julstämning i hemmen. Kransens cirkel, som inte har någon början eller slut, symboliserar Guds evighet, själens odödlighet och det eviga livet i Kristus. Kottar, nötter eller frökapslar som används som dekoration i kransen symboliserar också liv och uppståndelse. Troligen kom den kyrkliga traditionen från tyskar under förkristen tid, där ljusen skulle inge hopp om varma och soliga vårdagar. Utformningen av ljusstakarna förändrades dock med tiden.

### Bildgalleri

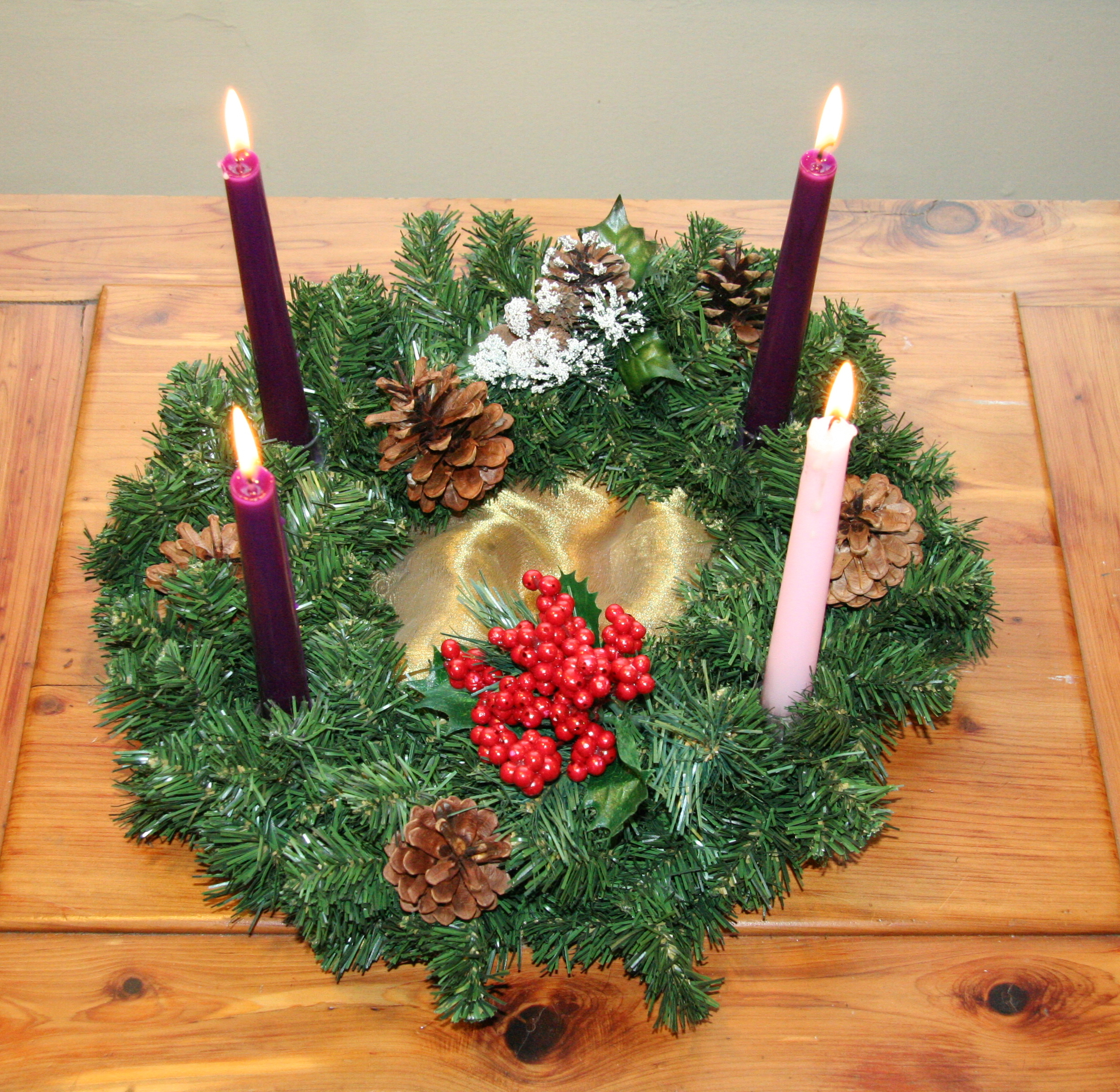
En adventskrans med tre lila ljus och ett rosa.
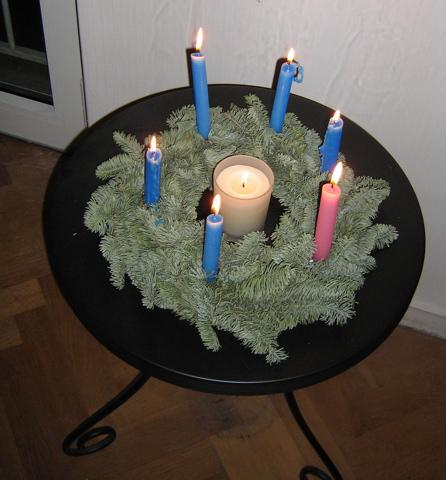
En adventskrans för 6-veckorsadvent. Fem blå ljus, ett rosa och ett vitt i mitten (tänds vid julens första vesper).
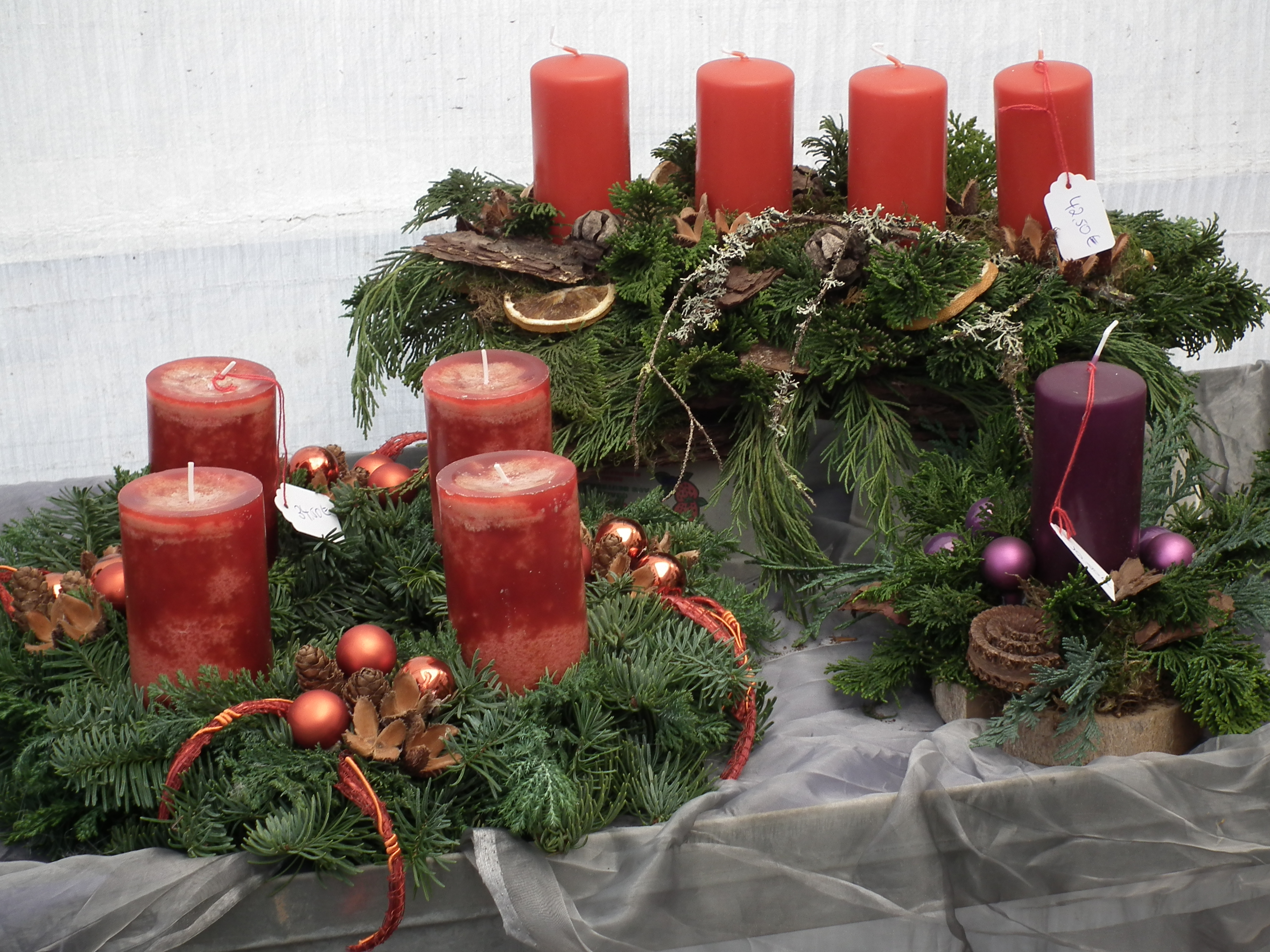
Adventsljusstake (överst), adventskrans (till vänster) och ett adventsljus (till höger) med tjocka ljus.

## Elektriska adventsljusstakar

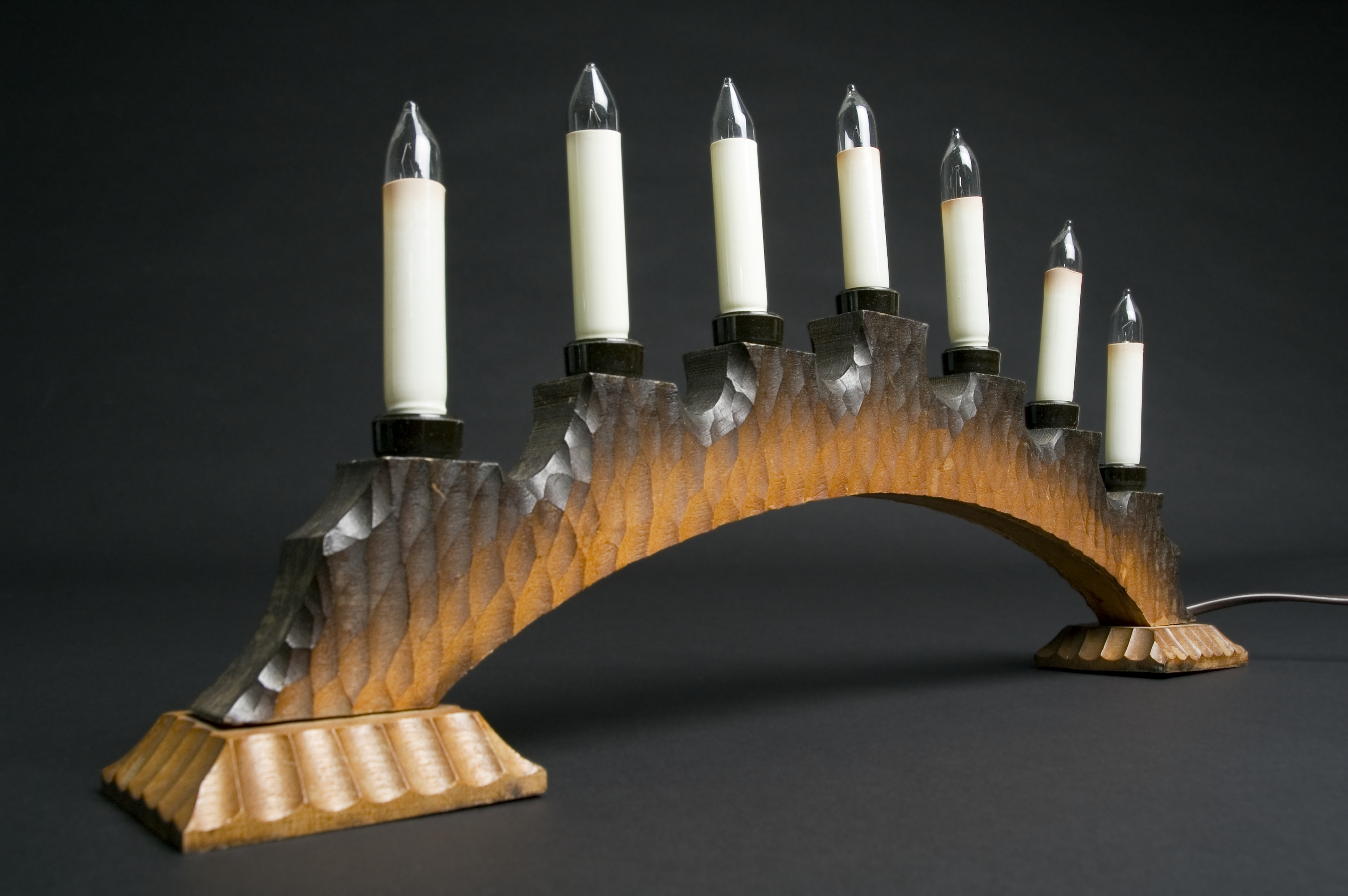
Elektrisk ljusstake, adventsljusstake, första modellen från 1934.

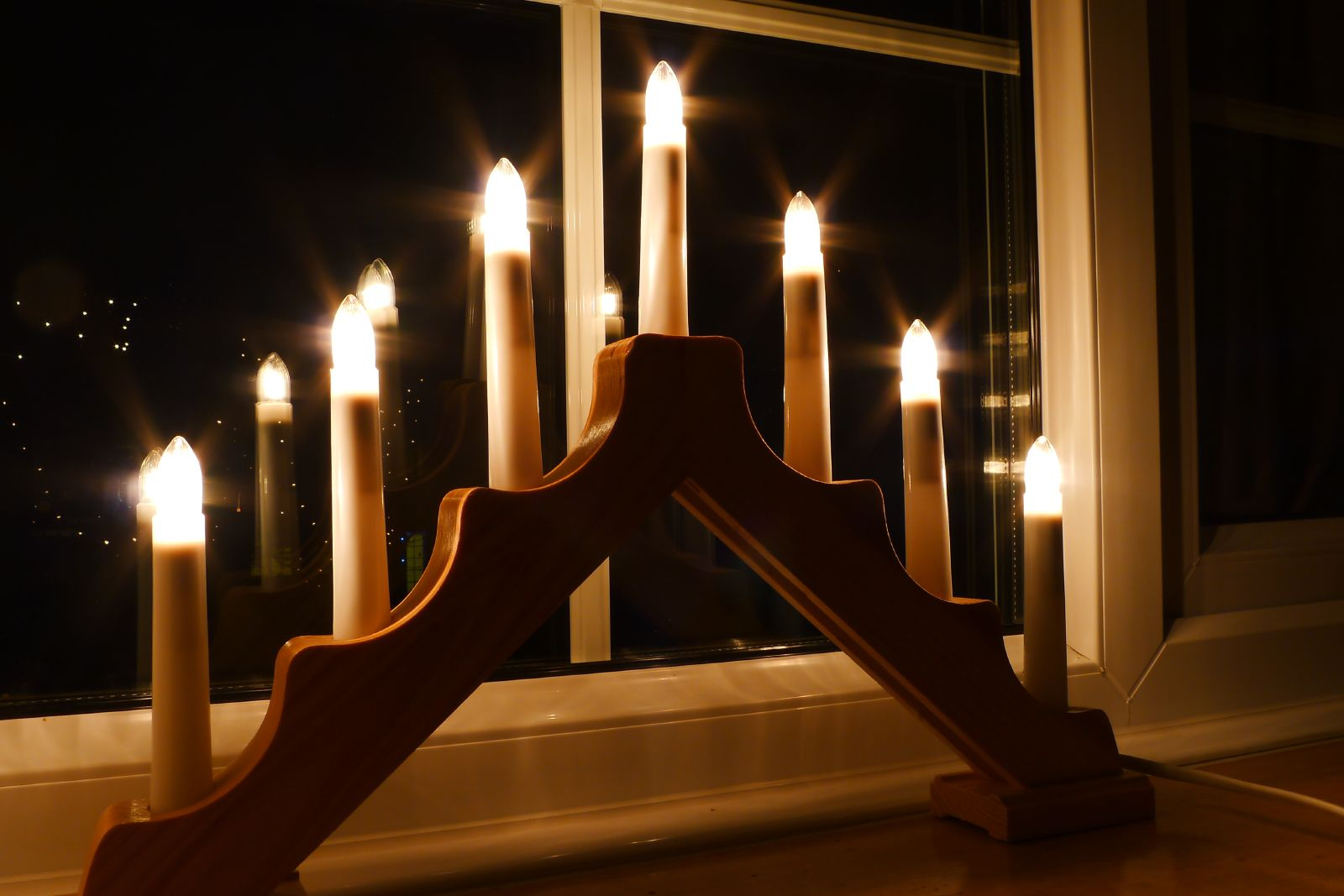
En pyramidformad elektrisk adventsljusstake med tända lampor i ett fönster.

Ordet adventsljusstake används även om elektriska ljusstakar (elljusstakar). Dessa har vanligtvis sju ljus i pyramidform, men även andra antal ljus förekommer (vanligen udda antal) och ljusstakarna kan ha olika utformningar. Judarnas sjuarmade ljusstake menora, där ljusen representerar veckans dagar, antas vara en förebild. Det har även tillverkats elektriska adventsljusstakar med fyra ljus, där man tänder en lampa för varje advent, men dessa har inte fått samma genomslag.
En elljusstake har oftast formen av en pyramid, en båge eller ett grenverk. De är ofta tillverkade i trä, mässing eller plast. Dessa ställs vanligen fram i hemmets fönster den första advent, ibland i sällskap med adventsstjärna och annat fönsterpynt. I miniatyrform kan den även placeras på instrumentbrädan i en bil. I Sverige står den kvar till Tjugondag Knut (Tjugondedag jul), i andra länder till Trettondedag jul. För butikerna är det viktigt med tidig julskyltning och där kan ljusstakarna och julpyntet komma fram långt före första advent.
Från början kallades dessa elektriska ljusstakar "julottestakar". Svensken Oscar Andersson tillverkade 1934 världens första elektriska adventsljusstake. Två av hans prototyper donerades av Oscar Anderson till Nordiska museet i Stockholm 1996. Där kunde intendenten fastställa att detta var världens första elljusstake. Enligt uppgift var orsaken de första elektriska julgransbelysningarna, som lanserats av Philips i Sverige omkring 1930. Med den dåvarande nätspänningen i Göteborg på 120 volt fungerade belysningen dåligt, och många trasiga julgransbelysningar returnerades av kunderna. Oscar Andersson som arbetade på Philips Göteborgskontor, fick idén att använda ljusgransbelysningarna för att konstruera en elektrisk ljusstake.
Det var Philips försäljningschef Werner Simonsson som från 1937 lyckades driva igenom att i mindre skala producera elektriska ljusstakar, trots att Philips ledning var skeptisk till att någon skulle vilja ersätta de traditionella levande ljusen med elektriska. Under julen 1937 såldes de 3 000 ljusstakar man köpt in snart slut. Under julen 1938 tillverkades 6 000 ljusstakar, vilka även de snabbt sålde slut. Efter detta valde Philips 1939 att lansera ljusstakar på bred front. Under kriget låg tillverkningen nere, och startades på nytt först 1946. Samtidigt tog även andra företag som Osram upp konkurrensen.
Sverige exporterar årligen hundratusentals elektriska adventsljusstakar till bland annat Tyskland, Nederländerna, Schweiz och USA.